# Nine in a Pond is Here
Nine In A Pond Is Here – album kompilacyjny brytyjskiego, neoprogresywnego zespołu IQ, wydany w 1985 roku. Zawiera nagrania demo i odrzuty ze studia. Wydanie CD zostało okrojone.

## Spis utworów

### Wersja winylowa

#### Strona 1
1. „It All Stops Here” – 7:10
2. „Fascination” – 5:48
3. „Intelligence Quotient” – 7:20

#### Strona 2
1. „The Last Human Gateway” – 19:55

#### Strona 3
1. „Awake And Nervous” – 7:24
2. „Outer Limits” – 5:56
3. „The Wake” – 3:48
4. „Glenn Miller Medley” – 3:36

#### Strona 4
1. Flash – 2:37
2. The Story Of Cow And The Grocery Boys – 5:24
3. Lost Horizon – 1:54
4. Robo II – 1:15
5. Funk Is In My Brain – 2:22
6. Stomach Of An Animal – 3:40
7. Sno It Pe Crep (Truth) – 1:03

### WersjaCD
1. It All Stops Here – 7:10
2. Fascination – 5:48
3. IQ – 7:20
4. The Last Human Gateway – 20:00
5. Awake And Nervous – 7:25
6. Outer Limits – 5:50
7. The Wake – 3:59
8. Glenn Miller Medley – 3:37

## Wykonawcy
- Paul Cook – perkusja
- Tim Esau – gitara basowa
- Mike Holmes – gitary
- Paul Menel – wokal
- Martin Orford – instrumenty klawiszowe